# 藤堂真衣
藤堂 真衣（とうどう まい、1985年8月17日 - ）は、日本の女性声優。福島県出身。

## 略歴
映像テクノアカデミア卒業。2011年12月まで青二プロダクション（ジュニア）に所属していた。2012年3月から賢プロダクション所属。

## 人物
声種はアルト。特技は福島弁、ラジオパーソナリティ。趣味は映画鑑賞、アクセサリー作り、ハンドメイド、音楽鑑賞、ビリヤード。資格は英検2級。

## 出演
太字はメインキャラクター。

### テレビアニメ
2008年
- ゲゲゲの鬼太郎（第5作）（50回転ズのファン）
- のだめカンタービレ 巴里編（子供1）
- 魔法遣いに大切なこと 〜夏のソラ〜（バスの女性客）

2009年
- 咲-Saki-（2009年 - 2014年、永森和子、室橋裕子） - 2シリーズ
- GA 芸術科アートデザインクラス（3年生）
- しゅごキャラ!!どきっ（ピッチャー）
- 続 夏目友人帳（犬顔）
- 夢色パティシエール（飴屋先生）

2010年
- あそびにいくヨ!（フライトアテンダント、メイド兵）
- NARUTO -ナルト- 疾風伝（少女）
- れでぃ×ばと!（メイド達）

2011年
- 異国迷路のクロワーゼ The Animation（子供2、母親）
- スイートプリキュア♪（少年）
- ゆるゆり（まりの母）

2012年
- アマガミSS+ plus（黒沢の友人A）
- アルカナ・ファミリア -La storia della Arcana Famiglia-（女、リ・アマンティ）
- しろくまカフェ（客）
- 新世界より（青沼瞬〈12歳〉、X）
- NARUTO -ナルト- SD ロック・リーの青春フルパワー忍伝（お婆さん、列のおばさん、子供、店長、カップル女 他）
- BTOOOM!（北条美沙子）
- BRAVE10（子供）

2013年
- 銀河機攻隊 マジェスティックプリンス（ルーラ、イリーナ）
- ダンボール戦機WARS（バネッサ・ガラ）
- ちはやふる2（佐々鈴香）
- 名探偵コナン（目撃者）

2014年
- パックワールド（インキー）
- フューチャーカード バディファイト シリーズ（2014年 - 2017年、ナノマシン忍者 月影、霧雨正雪、朽縄てる美、雑魚山健太、羽田タマ子、アーマナイト・イーグル、所長、グミスライム、少年闇狐） - 4シリーズ

2017年
- CHAOS;CHILD（キャスター）

2018年
- されど罪人は竜と踊る（ストラトス）

2019年
- PSYCHO-PASS サイコパス 3（アーディレ・フェロウズ）

2023年
- 呪術廻戦 懐玉・玉折/渋谷事変（教師）

2025年
- どうせ、恋してしまうんだ。（透吾〈幼少期〉）
- 最強の王様、二度目の人生は何をする?（タビサ・ヘルステア、カーティス・グレイダー）
- 神椿市建設中。（くーげる）
- New PANTY & STOCKING with GARTERBELT（妻）

### 劇場アニメ
- ONE PIECE FILM STRONG WORLD（2009年）
- ももへの手紙（2012年）
- 劇場版マジェスティックプリンス 覚醒の遺伝子（2016年、ルーラ・チャン）

### OVA
- “文学少女”メモワールII -ソラ舞う天使の鎮魂曲-（2010年、女子生徒）
- ゆるゆり なちゅやちゅみ!（2014年、まりちゃん母）

### Webアニメ
- NEXT A-Class（2012年）
- ポケモン不思議のダンジョン マグナゲートと∞迷宮 紹介SPムービー（2012年、ゴチルゼル）
- 鬼武者（2023年、伊右衛門（幼少期））

### ゲーム
2009年
- テイルズ オブ ザ ワールド レディアント マイソロジー2（ヒーローズボイス）
- ひめひび-New Princess Days!!-続!二学期-（生徒 他）

2010年
- Angelic Crest（オージャナ、オフィーリア）
- マリッジロワイヤル プリズムストーリー
- 夢色パティシエール マイスイーツ☆クッキング（飴屋先生）

2011年
- セブンスドラゴン2020（ミヤ）
- アルカナ・ファミリア -La storia della Arcana Famiglia-（リ・アマンティ）
- 戦場のヴァルキュリア3 -Unrecorded Chronicles-（アイカ・トンプソン）
- テイルズ オブ ザ ワールド レディアント マイソロジー3（ヒーローズボイス）

2013年
- セブンスドラゴン2020-II（ミヤ）
- SNOW BOUND LAND（ナタリア）
- ダンボール戦機ウォーズ（日暮真尋、バネッサ・ガラ）

2015年
- SWEET CLOWN 〜午前三時のオカシな道化師〜（ラズベリー）
- フューチャーカード バディファイト 友情の爆熱ファイト!（ナノマシン忍者 月影、アーマナイト・イーグル）

2017年
- Ever Oasis 精霊とタネビトの蜃気楼

2023年
- ダークテイルズ～鏡と狂い姫～（赤の女王、夢魔マリン）

2024年
- 無期迷途（ショーン）

### ドラマCD
- 07-GHOST ミカエル（シスター、精霊）
- セブンスドラゴン 2020 & 2020-II ドラマCD （ミヤ)
- テンカウント（植田）
- ヒカルが地球にいたころ…… ※単行本第5巻ドラマCD同梱版
- マリア様がみてる vol.2（生徒）
- シャイニング・ウィンド vol.3（生徒）

### BLCD
- あいとまこと（愛司〈幼少期〉、誠司〈幼少期〉）

### 吹き替え

#### 映画
- インディー・ジョーンズ 最後の聖戦（女性兵士）
- G.I.ジョー（アナウンス）
- シルク・ドゥ・ソレイユ3D 彼方からの物語（ミア）
- 奪命金（アンジー）
- チョコレート・ファイター（ムン〈少年時代〉）
- パイレーツ・ロック（マリアン）
- フライト（ウィル〈幼少期〉）

#### ドラマ
- エデン（スベトラーナ）
- ギルモア・ガールズ（スーザン
- CSI:科学捜査班（バリンダ）
- スキップ・ビート! 〜華麗的挑戦〜（マネージャー）

### テレビ番組
- 人生を賢く生きるコツ勉強バラエティ賢コツ!!（キャラナレーション）
- ダウンタウンのガキの使いやあらへんで!（キャラクターボイス）

### ボイスオーバー
- 考えられない!? 禁断ワールド〜日本人の常識崩壊SP〜
- ズームイン!!SUPER
- スッキリ
- 世界1のSHOWタイム〜ギャラを決めるのはアナタ〜
- 世界のドキュメンタリーシリーズ 避難生活を続けるパンダたち〜中国四川大地震から1年〜
- 世界の果てまでイッテQ!
- 中居正広のザ・大年表 第2弾 秋の特大4時間スペシャル
- 24時間テレビ 「愛は地球を救う」
- 姫のわがままライフサイエンス
- 魔女たちの22時 4時間スペシャル
- 未確認文化発見バラエティー
- ライフ・イズ・ビューティフル

### ラジオ
※はインターネット配信。
- 松野太紀のCafe Blue Mountain 2（2008年、超!A&G+※）アシスタントパーソナリティー
- がちヨミ!デコよみ!?（2011年 - 2012年、ラジオ大阪）
- 藤堂真衣のもぞもぞ（2012年、超!A&G+※）[24][25]

### その他コンテンツ
- TANTRA ボイスドラマ Kathana IV 前奏曲（ガルーダ）
- 声優チャット